# Choroní
Choroní – miasto w Wenezueli, w stanie Aragua.